# Myrciaria floribunda
Ромовая ягода (лат. Myrciaria floribunda) — плодовое дерево семейства Миртовые.

## Описание
Ромовая ягода — маленькое вечнозелёное дерево высотой 10-15 м с красновато-коричневыми веточками и продолговатыми или эллиптическими листьями 2,5-8 см длиной и 0,8-3 см шириной. Плод сферический, 8-16 мм диаметром, тёмно-красного (почти чёрного) или жёлто-оранжевого цвета, с бальзамноподобным ароматом и с одним шаровидным семенем.

## Распространение
Ромовая ягода встречается как в диком виде, так и в культуре на Кубе, Ямайке, Гаити, Пуэрто-Рико, Гваделупе, Мартинике, Тринидаде, Виргинских островах, от Южной Мексики до Северной Колумбии, в Гайане, Суринаме, Французской Гвиане и Восточной Бразилии. В незначительных масштабах культивируется на Филиппинах, Гавайских и Бермудских островах.

## Использование
Плоды Ромовой ягоды употребляются в свежем виде, используются для получения джемов, соков и алкогольных напитков.